# Zachary Levi
Zachary Levi Pugh (Lake Charles, 29 settembre 1980) è un attore statunitense di origini gallesi.
È ricordato per i ruoli di Kipp Steadman nella serie televisiva Perfetti... ma non troppo e di Chuck Bartowski nella serie televisiva Chuck, e per il ruolo di Shazam nei due film del DCEU Shazam! (2019) e Shazam! Furia degli dei (2023).

## Biografia
Zachary Levi nasce a Lake Charles in Louisiana ed è il figlio di mezzo di Susan M. e Darren Alton Pugh tra due sorelle: Sarah e Shekhinah. Durante la sua infanzia ha girato gli Stati Uniti con la sua famiglia prima di stabilirsi definitivamente a Ventura, in California. Zachary inizia ad interessarsi al canto, al ballo e alla recitazione all'età di 6 anni. Si diploma alla Buena High School per poi andare a vivere a Los Angeles dove avviene il suo esordio a teatro in produzioni locali. Alcuni produttori di Hollywood lo notano dopo la sua interpretazione nel ruolo di Gesù in Godspell.

## Carriera
Il debutto televisivo avviene nel 2002 in un film per la televisione intitolato Big Shot: Confessions of a Campus Bookie. L'anno dopo recita accanto ad altri giovani attori come Charisma Carpenter e Tim Rozon nel film per la televisione See Jane Date. Partecipa a numerose serie televisive tra le quali Curb Your Enthusiasm e The Division. Dal 2002 partecipa alla serie televisiva della ABC Perfetti... ma non troppo nel ruolo di Kipp Steadman. Levi avrebbe dovuto ricoprire un ruolo primario nell'episodio pilota della serie Three, scritta nel 2004 per la ABC da Andrew Reich e Ted Cohen. Insieme a lui avrebbero dovuto recitare anche James Van Der Beek, Jama Williamson e Jacob Pitts, ma il progetto non venne mai realizzato.
Nel 2006 partecipa al film FBI: Operazione tata accanto a Martin Lawrence e nel 2008 recita nella commedia Wieners - Un viaggio da sballo. Nel 2007 partecipa al film Spiral accanto a Joel Moore e Amber Tamblyn. Del film Levi è anche produttore esecutivo. Nello stesso anno avviene la svolta nella sua carriera; infatti gli viene affidato il ruolo di Chuck Bartowski nella serie televisiva Chuck prodotta dalla NBC e andata in onda per la prima volta nell'autunno del 2007 (il primo episodio della serie è andato in onda negli Stati Uniti il 24 settembre 2007). Questo ruolo gli fa ottenere, nel 2010, un Teen Choice Awards per il Miglior attore di una serie TV d'azione e riceve anche ottime critiche per la sua performance, definita dall'USA Today "incredibilmente avvincente. Levi ha, inoltre, diretto il nono episodio della terza stagione, il decimo episodio della quarta stagione e, infine, il quinto episodio della quinta e ultima stagione.
Dal 2008 è il protagonista di diversi cortometraggi girati da Joel Moore come The Tiffany Problem e Byron Phillips: Found. Nel 2009 esce sul grande schermo con Alvin Superstar 2 e nel 2010 duetta insieme alla cantante statunitense Katharine McPhee nel singolo Terrified ed appare nel video della canzone. Zachary Levi ha finanziato l'album di Kendall Payne intitolato Grown, dopo che l'artista californiana è stata abbandonata dalla sua casa discografica, la Capitol Records. L'attore ha prestato la voce a Trooper 4, uno dei personaggi del videogioco Halo: Reach e a Arcade, personaggio del videogioco Fallout: New Vegas.
Nel novembre 2010 fonda una sua compagnia, The Nerd Machine, con lo scopo di lanciare il "logo nerd" nel mondo. Sempre nel 2010 compie un viaggio in Europa per promuovere Chuck, in Italia partecipa al Telefilm Festival di Milano e visita Roma e Venezia. Inoltre ha dato la voce nella versione americana al principe azzurro Flynn Rider del classico Disney Rapunzel - L'intreccio della torre (2010) uscito nelle sale cinematografiche il 3 dicembre 2010, e al fianco di Mandy Moore ha cantato I See the Light, duetto tra il principe e Rapunzel, alla 83ª edizione degli Academy Awards. Nel 2012 ha deciso di collaborare, come guest star, alla webserie dell'ex collega e amico Freddie Wong intitolata Video Game High School (VGHS). Nel 2013 prende parte ad un'altra webserie, Tiny Commando, come protagonista.
Nel 2013, Levi prende parte al film Thor: The Dark World, sequel del film del 2011, nel quale interpreta la parte del guerriero Fandral, interpretato nel primo film da Joshua Dallas. Nell'agosto dello stesso anno debutta a Broadway nella commedia musicale First Date al fianco di Krysta Rodriguez. Inoltre, fuori programma, visto il successo del musical, l'intero cast decide di incidere un CD con le canzoni dello spettacolo che in poco tempo schizza ai primi posti delle classifiche di iTunes. Sempre nel 2013, all'interno del gioco Tomb Raider: The Final Hours, viene creata la possibilità di sbloccare Zachary come personaggio speciale da utilizzare in multiplayer. Sempre nello stesso anno è co-protagonista, insieme ad Alexis Bledel del film Ricordami ancora.
Nel 2014 è tra i vincitori del 70th Annual Theatre World Awards, grazie alla sua performance in First Date The Musical Nel 2015 è uno dei protagonisti della serie Heroes Reborn, il reboot della serie di successo Heroes, interpretando il ruolo di Luke Collins. Sempre nello stesso anno ha recitato nella serie TV Hot & Bothered, al fianco di Eva Longoria. Nel 2016 debutta a Broadway nel revival musicale di She Loves Me, al fianco di Laura Benanti, Jane Krakowski e Gavin Creel. Nel 2017 recita in Psych - The Movie e nella miniserie L'altra Grace. Nel 2018 entra a far parte del cast de La fantastica signora Maisel, mentre nel 2019 interpreta il supereroe Shazam nell'omonimo film, settimo capitolo cinematografico del DC Extended Universe. Nel 2023 partecipa all'ultimo capitolo della saga di Spy Kids, Armageddon.

## Vita privata
Zachary Levi si era sposato il 16 giugno 2014 alle Hawaii con l'attrice Missy Peregrym; la coppia, ha poi divorziato il 18 aprile dell'anno successivo.

## Filmografia

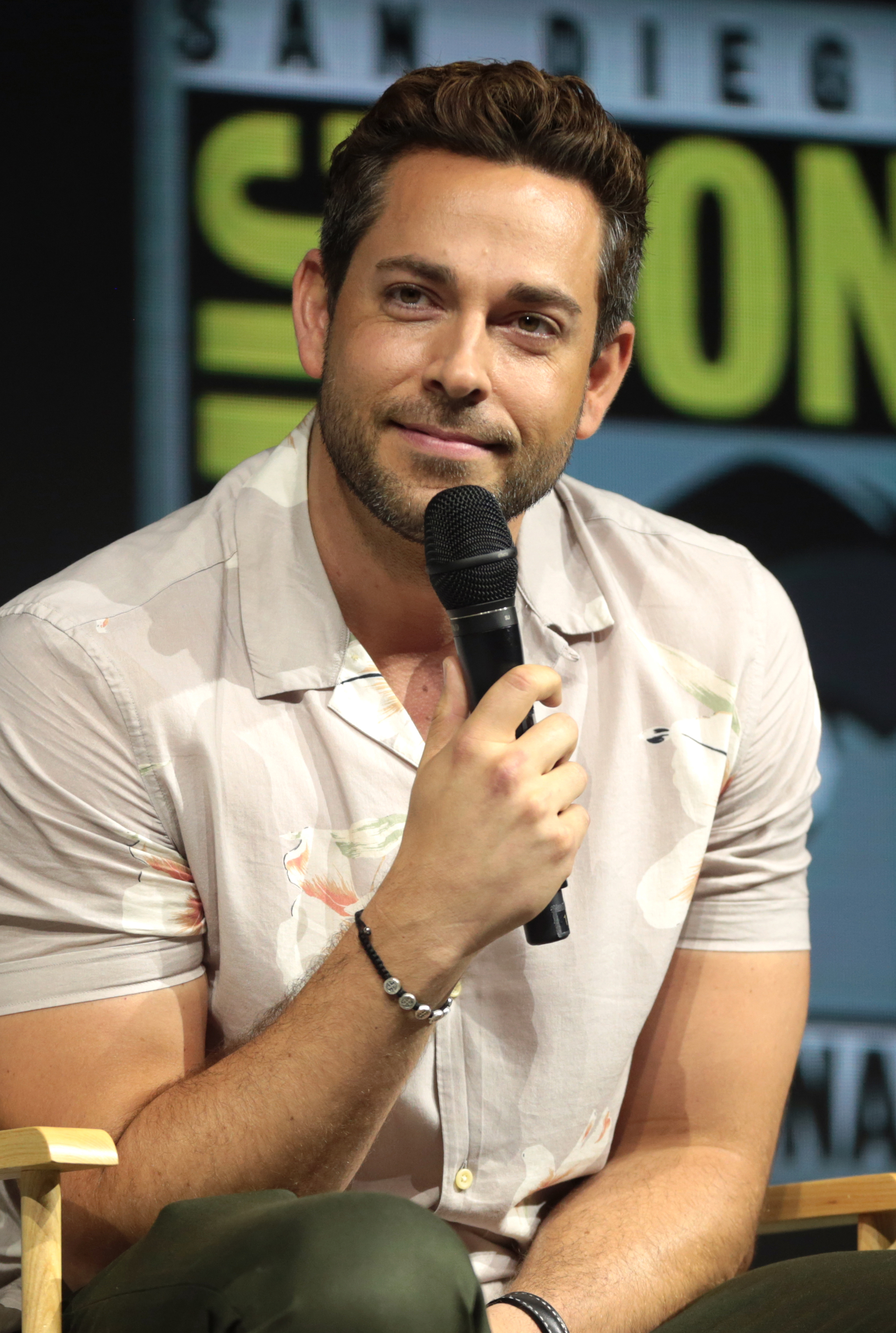
Zachary Levi nel 2018

### Attore

#### Cinema
- FBI: Operazione tata (Big Momma's House 2), regia di John Whitesell (2006)
- Spiral, regia di Adam Green e Joel Moore (2007)
- Wieners - Un viaggio da sballo (Wieners), regia di Mark Steilen (2008)
- An American Carol, regia di David Zucker (2008)
- Shades of Ray, regia di Jaffar Mahmood (2008)
- Stuntmen, regia di Eric Amadio (2009)
- Alvin Superstar 2 (Alvin and the Chipmunks: The Squeakquel), regia di Betty Thomas (2009)
- Thor: The Dark World, regia di Alan Taylor (2013)
- Thor: Ragnarok, regia di Taika Waititi (2017)
- Blood Fest, regia di Owen Egerton (2018)
- Office Uprising, regia di Lin Oeding (2018)
- Shazam!, regia di David F. Sandberg (2019)
- The Mauritanian, regia di Kevin Macdonald (2021)
- Non mollare mai (American Underdog), regia di Andrew e Jon Erwin (2021)
- Shazam! Furia degli dei (Shazam! Fury of the Gods), regia di David F. Sandberg (2023)
- Spy Kids: Armageddon, regia di Robert Rodriguez (2023)
- Il magico mondo di Harold (Harold and the Purple Crayon), regia di Carlos Saldanha (2024)
- Il bambino di cristallo (The Unbreakable Boy), regia di Jon Gunn (2025)

#### Televisione
- Big Shot: Confessions of a Campus Bookie, regia di Ernest R. Dickerson – film TV (2002)
- Perfetti... ma non troppo (Less Than Perfect) – serie TV, 81 episodi (2002-2006)
- Una single a New York (See Jane Date), regia di Robert Berlinger – film TV (2003)
- Curb Your Enthusiasm – serie TV, episodio 4x10 (2004)
- The Division – serie TV, episodi 4x16-4x19 (2004)
- Chuck – serie TV, 91 episodi (2007-2012) – Chuck Bartowski
- Free Radio – serie TV, episodio 2x08 (2009)
- Team Unicorn – serie TV, episodio 1x04 (2011)
- Ricordami ancora (Remember Sunday), regia di Jeff Bleckner – film TV (2013)
- Deadbeat – serie TV, episodio 2x09 (2015)
- Heroes Reborn – serie TV, 13 episodi (2015-2016)
- Hot & Bothered (Telenovela) – serie TV, 5 episodi (2015-2016)
- She Loves Me, regia di David Horn – film TV (2016)
- Apex: The Story of the Hypercar, regia di J.F. Musial e Josh Vietze (2016)
- L'altra Grace (Alias Grace) – miniserie TV, 6 puntate (2017)
- Psych: The Movie, regia di Steve Franks – film TV (2017)
- La fantastica signora Maisel (The Marvelous Mrs. Maisel) – serie TV, 8 episodi (2018-2019)

Web serie
- Chuck: Morgan's Vlog – webserie, 4 webisodi (2008)
- The Guild – webserie, webisodio 5x8 (2011)
- Video Game High School (VGHS) – webserie, 3 webisodi (2012)
- Tiny Commando – webserie, 8 webisodi (2013)

### Doppiatore
- Fallout: New Vegas – videogioco (2010)
- Halo: Reach – videogioco (2010)
- Rapunzel - L'intreccio della torre (Tangled), regia di Byron Howard, Nathan Greno (2010)
- Rapunzel - Le incredibili nozze (Tangled Ever After), regia di Byron Howard, Nathan Greno – cortometraggio (2012)
- Robot Chicken – serie TV, episodi 6x04-7x19 (2012-2014)
- LEGO Jurassic World: L'evasione di Indominus Rex – miniserie TV, 5 puntate (2016)
- Rapunzel - Prima del sì (Tangled: Before Ever After), regia di Tom Caulfield, Stephen Sandoval – film TV (2017)
- Rapunzel - La serie (Tangled: The Series) – serie TV, 56 episodi (2017-2020)
- Gli eroi del Natale (The Star), regia di Timothy Reckart (2017)
- Kingdom Hearts III – videogioco (2019)
- Apollo 10 e mezzo (Apollo 10 1⁄2: A Space Age Childhood), regia di Richard Linklater (2022)
- Una notte al museo - La vendetta di Kahmunrah (Night at the Museum: Kahmunrah Rises Again), regia di Matt Danner (2022)
- Galline in fuga - L'alba dei nugget (Chicken Run: Dawn of the Nugget), regia di Sam Fell (2023)
- Il Magico Mondo Di Harold (Harold and the Purple Crayon), regia di Carlos Saldanha (2024)

## Teatro
- She Loves Me (2016)
- Sunday in the Park with George (2016)

## Doppiatori italiani
Nelle versioni in italiano delle opere in cui ha recitato, Zachary Levi è stato doppiato da:
- Maurizio Merluzzo ne La fantastica signora Maisel, Shazam!, The Mauritanian, Shazam! Furia degli dei, Il magico mondo di Harold, Il bambino di cristallo
- Nanni Baldini in Perfetti... ma non troppo, Chuck, Alvin Superstar 2
- Andrea Mete in Thor: The Dark World, Thor: Ragnarok
- Massimiliano Manfredi in Ricordami ancora, Non mollare mai
- Oreste Baldini in FBI: Operazione tata
- Vittorio De Angelis in Wieners - Un viaggio da sballo
- Francesco Pezzulli in Spy Kids: Armageddon
- Sergio Lucchetti in Deadbeat
- Simone D'Andrea in Heroes Reborn
- Gabriele Sabatini in Hot & Bothered
- Francesco Mei ne L'altra Grace

Da doppiatore è sostituito da:
- Nanni Baldini in Robot Chicken, Rapunzel - Prima del sì, Rapunzel - La serie, Apollo 10 e mezzo
- Giampaolo Morelli in Rapunzel - L'intreccio della torre[16], Rapunzel - Le incredibili nozze
- Davide Perino ne Gli eroi del Natale
- Maurizio Merluzzo in Una notte al museo - La vendetta di Kahmunrah (Larry Daley)
- Stefano Thermes in Una notte al museo - La vendetta di Kahmunrah (Laaa)
- Gianfranco Miranda in Galline in fuga - L'alba dei nugget